# Acetilesterasa
Una acetilesterasa (EC 3.1.1.6) es una enzima que cataliza la siguiente reacción química:
Por lo tanto los dos sustratos de esta clase de enzimas son un éster acético y agua; mientras que sus dos productos son un alcohol y acetato.

## Clasificación
Esta enzima pertenece a la familia de las hidrolasas, más específicamente a aquellas hidrolasas que actúan sobre enlaces éster de un ácido carboxílico.

## Nomenclatura
El nombre sistemático de esta clase de enzimas es éster-acético acetilhidrolasa. Otros nombres de uso común pueden ser C-esterasa (en tejidos animales), éster acético hidrolasa, cloroesterasa, p-nitrofenil acetato esterasa, y acetilesterasa cítrica.  

## Estudios estructurales
Hasta el año 2007 se habían resuelto 3 estructuras para esta clase de enzimas, las cuales poseen los siguientes códigos de acceso a PDB: 1BS9, 1G66, y 2AXE.